# Asiopisinus cheni
Espèce
Asiopisinus cheni est une espèce d'araignées aranéomorphes de la famille des Theridiidae.

## Distribution
Cette espèce est endémique du Hubei en Chine,. Elle se rencontre dans le xian de Xuan'en.

## Description
Le mâle holotype mesure 3,59 mm et la femelle paratype 4,26 mm.

## Systématique et taxinomie
Cette espèce a été décrite par Hu, Wei, Liu et Xu en 2025.

## Étymologie
Cette espèce est nommée en l'honneur de Jian Chen.

## Publication originale
- Hu, Wei, Liu & Xu, 2025 : « Asiopisinus gen. nov., a new genus of the family Theridiidae Sundevall, 1833 (Araneae, Theridiidae) from eastern Asia », Zootaxa, no 5660(4), p. 475-504.